# 垂扎布
垂扎布（？—1735年），喀尔喀蒙古车臣汗部人，博尔济吉特氏。清朝第七代车臣汗。第五代车臣汗乌默客堂弟，第三代车臣汗諾爾布之孙，朋素克长子。
垂扎布开始袭封父亲朋素克的札萨克多罗郡王。雍正十一年（1733年）垂扎布堂兄乌默客的孙子車布登班珠爾作为车臣汗部的首领，不甚尽职，被雍正帝免去车臣汗之位。雍正帝任命垂扎布为车臣汗。雍正十三年（1735年），垂扎布去世，車布登班珠爾的弟弟达玛璘袭封车臣汗。垂扎布的儿子德木楚克继续袭封札萨克多罗郡王。